# Maeslant-Sperrwerk

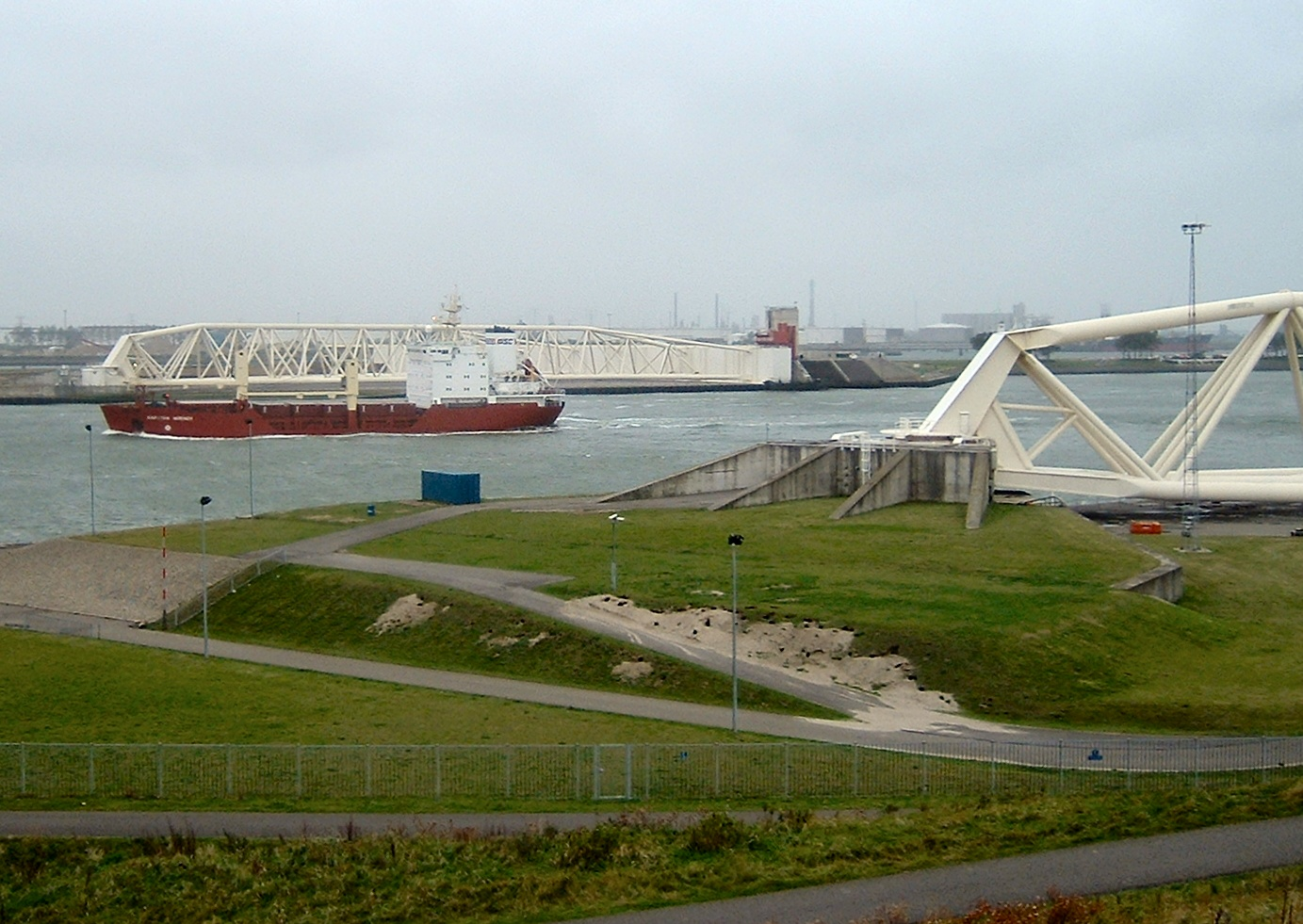
Maeslant-Sperrwerk

Die Maeslantkering ist ein Sturmflutsperrwerk an der Mündung des Nieuwe Waterweg. Es verbessert den Hochwasserschutz für etwa eine Million Menschen im Großraum Rotterdam.

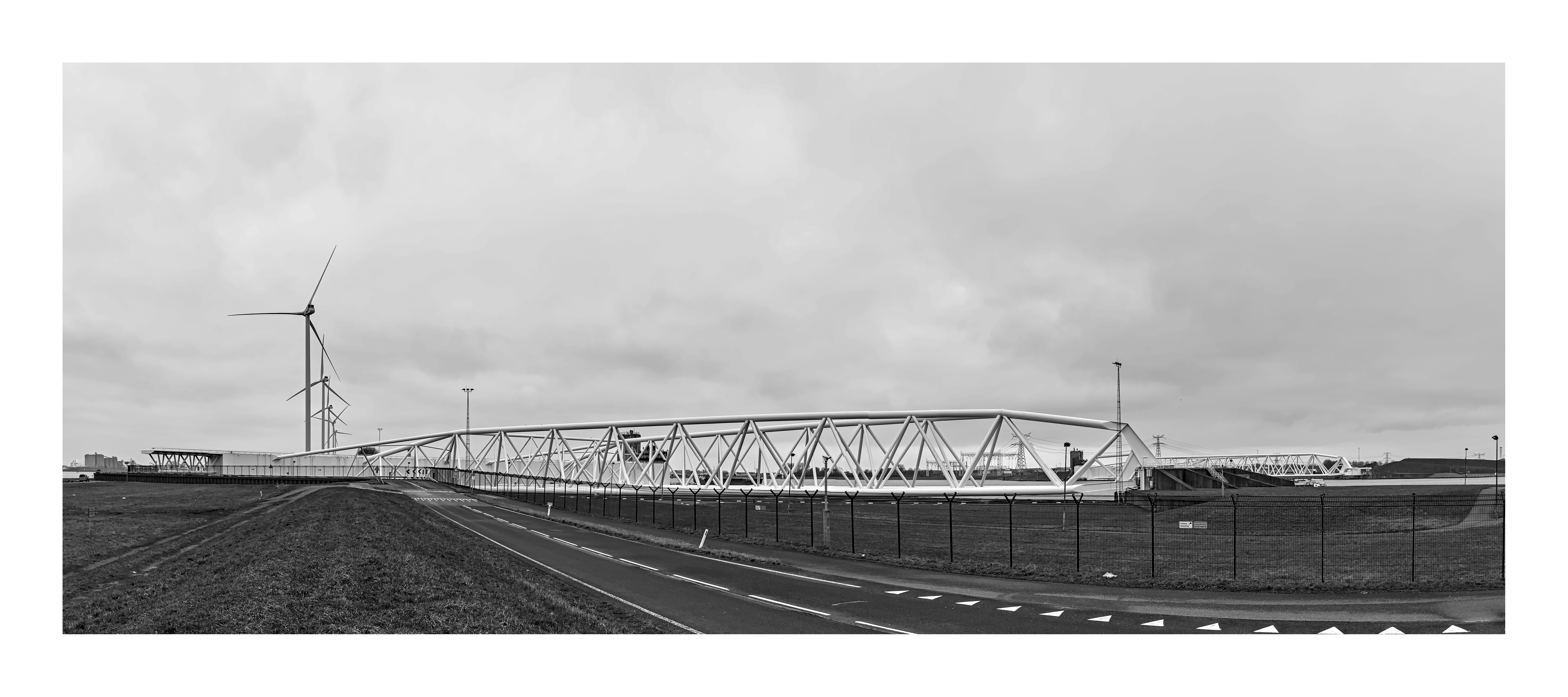
Panorama des Maeslant-Sperrwerks

## Name
Maeslant ist Altniederländisch für Maasland, nach dem Fluss Maas. Das niederländische Wort Kering bezeichnet jegliche Hochwasserschutzanlage. In der Fachsprache des Küstenschutzes findet sich auch im Deutschen die Formulierung, durch ein Sperrwerk werde die Flut „gekehrt“.

## Geschichte

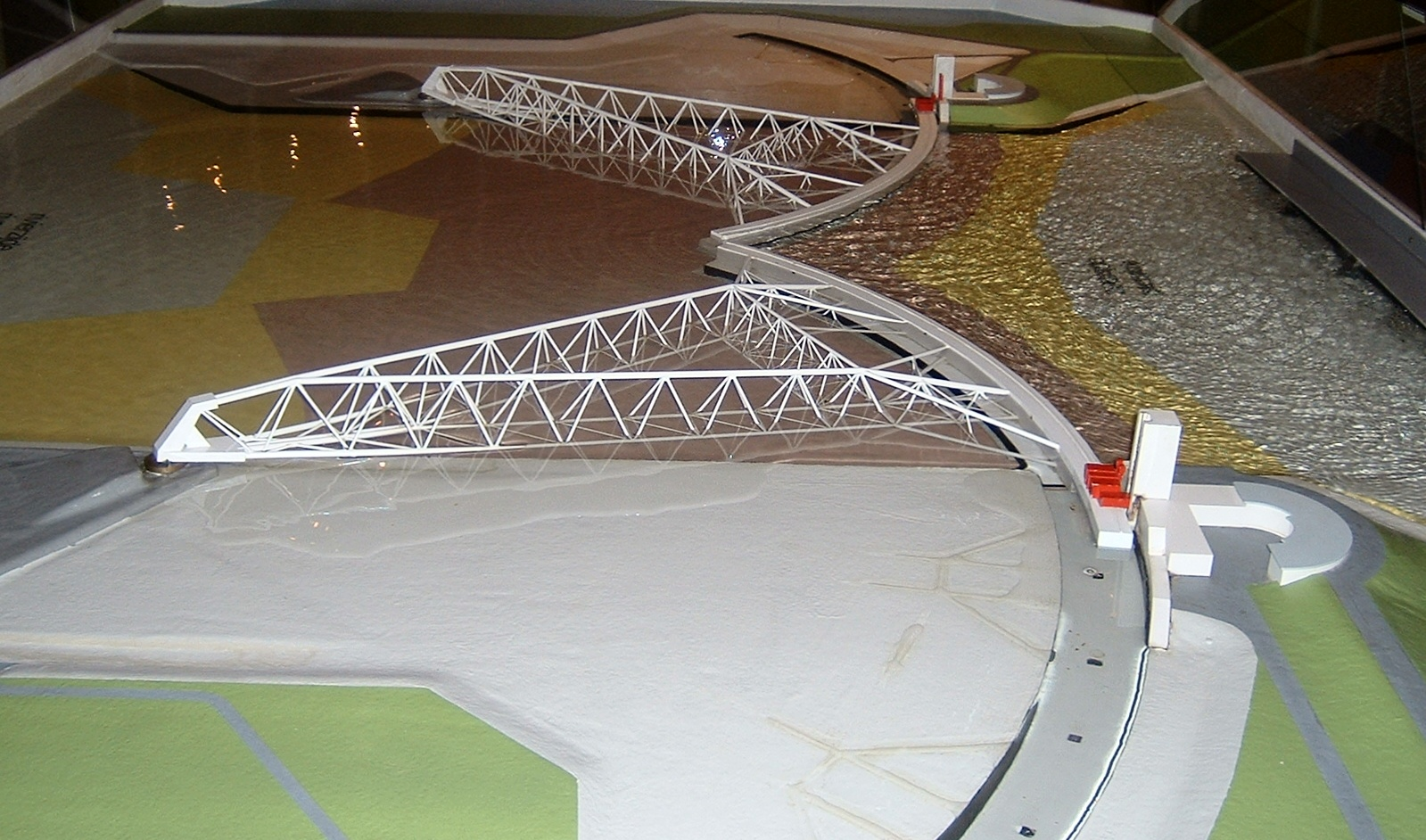
Modell des Maeslant-Sperrwerks

Nach der verheerenden Flutkatastrophe von 1953 mit 1836 Opfern wurde der Deltaplan entwickelt, der das Gebiet von Rotterdam bis Antwerpen mit Dämmen schützen sollte. Die Meeresarme sollten verschlossen und die Küstenlinie damit verkürzt werden, um Sturmfluten weniger Angriffsfläche zu bieten. Von mehreren Entwürfen wurde die beste heute bekannte Konstruktion schließlich verwirklicht. Nie zuvor wurde ein Sperrwerk mit derart großen beweglichen Teilen gebaut. Da diese sämtlich an Land liegen, wird der Schiffsverkehr auf dem Weg zum Rotterdamer Hafen nicht beeinträchtigt.
Das Sperrwerk wurde von 1991 bis 1997 von 600 Arbeitern errichtet und kostete 660 Millionen Euro. Die gesamte Konstruktion besteht aus dreimal so viel Stahl wie der Eiffelturm in Paris. Die beiden kreisbogenförmigen Tore sind drehbar um ein Kugelgelenk mit einem Durchmesser von 10 Metern und einem Gewicht von 680 Tonnen gelagert. Die Fundamente der Lager bestehen aus Beton. Die Arme, die die Kreisbogensegmente der Sperrtore mit den Drehgelenken an den Lagerpunkten verbinden, haben eine Länge von 237 m und bestehen aus drei großen, miteinander verbundenen Fachwerkträgern aus Stahlrohren. Die Sperrtore sind 22 m hoch und je 210 m lang. Sie wurden aus insgesamt 18 Einzelsegmenten zusammengesetzt, die auf Schiffen im Wasser aneinander geschweißt wurden.

## Funktion

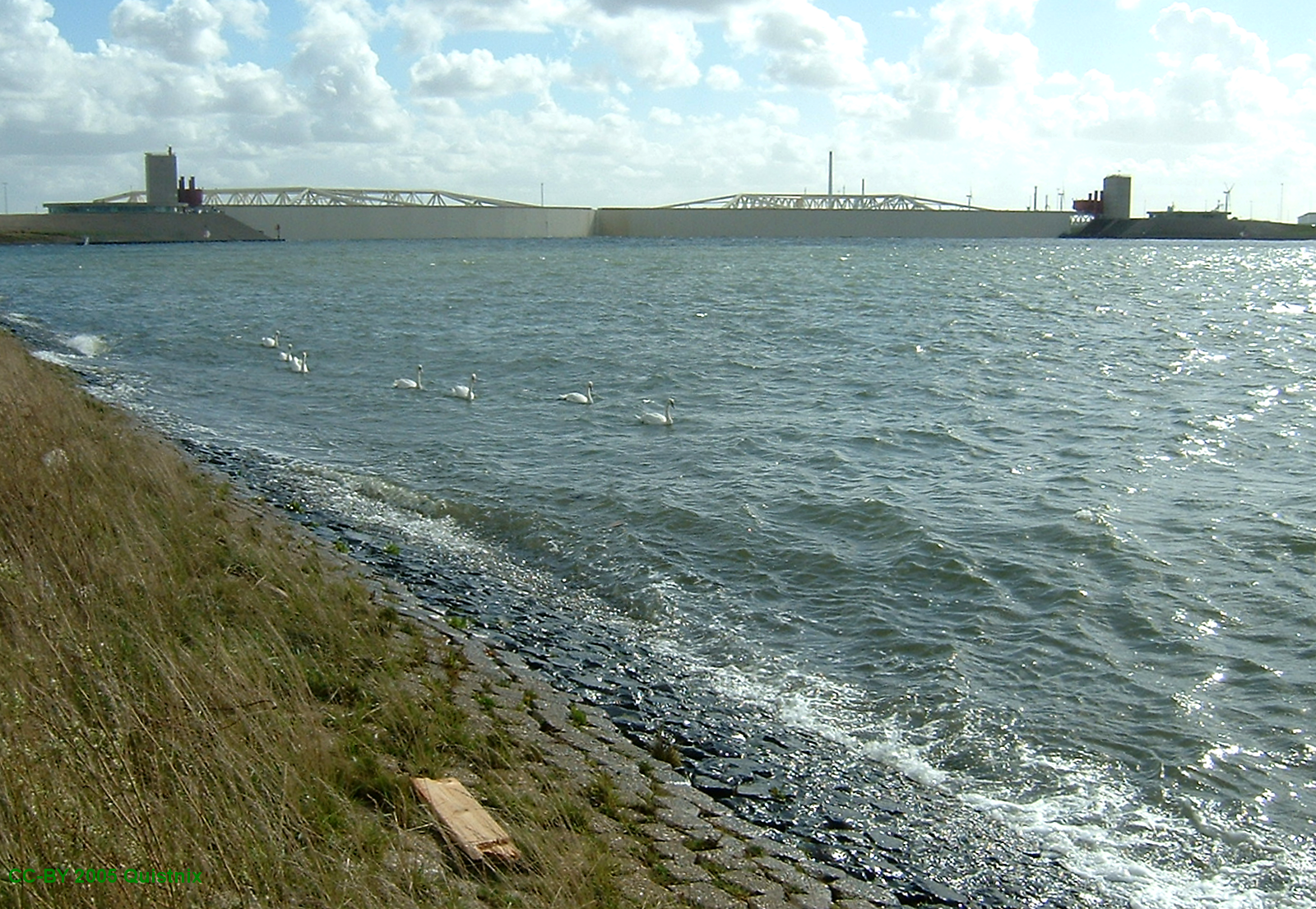
Maeslant-Sperrwerk geschlossen

Bei normalem Wasserstand befinden sich die Tore in Trockendocks am Ufer des Nieuwe Waterweg. Die Schifffahrt kann dann ungehindert passieren. Bei einer drohenden Sturmflut werden die Docks geflutet. Dadurch schwimmen die Tore auf. Mit zwei redundanten Fünf-Zylinder-Hydraulikmotoren werden die Tore um ihren Drehpunkt in die Mitte des Nieuwe Waterweg geschwenkt. Dort werden die Tore geflutet und auf den Grund der Schifffahrtsstraße (−17 m NAP) abgesenkt. Kurz vor der Bodenberührung entsteht eine starke Strömung zwischen den Toren und dem Grund, die das Fundament (−17 m NAP) von Ablagerungen und Schlick befreit. So schließen die 22 m hohen Tore den 360 Meter breiten Nieuwe Waterweg bis zu einer Höhe von 5 m über NAP ab.
In der Mitte der beiden Tore bleibt ein Spalt von 1,5 m, damit die Tore bei Sturm nicht aufeinanderprallen. Auf beiden Seiten des Sperrwerks stehen Kontrollzentren, in denen Computer die Schließung automatisch steuern. Alle zehn Minuten wird eine Voraussage des Wasserstandes der nächsten 24 Stunden erstellt.
Die Schließung der Wasserstraße dauert 2½ Stunden.
Im angeschlossenen Besucherzentrum (Het Keringhuis) sind Bau, Funktion und Auswirkung des Sperrwerks erklärt. Auch Satellitenkarten und ein auf Knopfdruck flutendes Modell (siehe Foto) sind zu sehen.

## Schließ-Kriterien
Die Schließung wird von Computern automatisch veranlasst, sobald diese einen Wasserstand von 3,00 Metern über dem Amsterdamer Pegel (NAP) bei Rotterdam und/oder 2,90 Metern über NAP bei Dordrecht erwarten. Dies geschah seit der Inbetriebnahme im Jahr 1997 erstmals am 21. Dezember 2023.
Sobald sieben Jahre lang keine Schließung unter der obigen Bedingung erfolgte, wird das Schließkriterium heruntergesetzt, um eine Schließung unter möglichst realistischen Bedingungen zu vollziehen, eine sogenannte Verifizierungsschließung. Das Kriterium dafür liegt bei 2,60 m NAP in Rotterdam und/oder 2,30 m NAP in Dordrecht. Dieses Kriterium ist zuletzt am 3. Januar 2018 eingetreten.
Die erste Verifizierungsschließung war in der Nacht zum 9. November 2007, als das Sturmtief Tilo über Mittel- und Nordeuropa zog. Vor dieser Schließung war nicht sicher, ob das Maeslantkering tatsächlich funktionieren würde. Die Schließung am 8. November begann um 23:05 Uhr. Am nächsten Tag, dem 9. November, wurde die Sperre ab 17:45 Uhr wieder geöffnet. Nach dem Abpumpen der Stützmauern wurde die Sperre ab 20 Uhr zurückgefahren. Um 20:20 Uhr wurde die Passage für die Schifffahrt wieder freigegeben. Gleichzeitig wurde auch das Hartelsperrwerk geschlossen. Für Rotterdam war nur ein Pegel von 2,60 m NAP erwartet worden.
Die zweite Verifizierungsschließung erfolgte am 3. Januar 2018. An diesem Tag waren erstmals alle fünf großen Sturmflutwehre der Niederlande gleichzeitig geschlossen.
Eine Schließung wird jährlich in der Regel im September durchgeführt, wasserstandsunabhängig, um die Funktion zu überprüfen.